# Црква Свете Петке у Гојбуљи
Црква Свете Петке се налази у Гојбуљи, насељеном месту на територији општине Вучитрн, на Косову и Метохији. Припада Епархији рашко-призренске Српске православне цркве.
Црква посвећена Светој Петки се налазила у подножју Копаоника, три километра североисточно од Вучитрна, на сеоском гробљу из прве половине 18. века. Црква је била надзидана августа 1986. године, на старим остацима храма, са зидововима висине 1-2 метра и очуваним старим луком изнад западног портала и сачуваним траговима фреско-малтера. Црква је била правоугаоне основе са полукружном апсидом и малом припратом.

## Разарање цркве 1999. године
Након доласка француских снага КФОР-а црква је демолирана, опљачкана, оскрнављена и запаљена, а Парохијски дом опљачкан, од стране Албанских екстремиста у јуну 1999. године.